# Mistrzostwa Świata w Kolarstwie Torowym 1902
10. Mistrzostwa Świata w Kolarstwie Torowym 1902 odbyły się w dwóch miastach. W stolicy Cesarstwa Niemieckiego – Berlinie rozegrano wyścigi ze startu zatrzymanego, a w stolicy Królestwa Włoch – Rzymie odbyły się sprinty.

## Medaliści

### Mężczyźni
| Konkurencja                              | Złoto              | Srebro         | Brąz           |
| ---------------------------------------- | ------------------ | -------------- | -------------- |
| Sprint indywidualny amatorów             | Charles Piard      | Léon Delaborde | Orla Nord      |
| Wyścig ze startu zatrzymanego amatorów   | Alfred Görnemann   | Fritz Keller   | Johan Diehle   |
| Sprint indywidualny zawodowców           | Thorvald Ellegaard | Harrie Meyers  | Pietro Bixio   |
| Wyścig ze startu zatrzymanego zawodowców | Thaddäus Robl      | Émile Bouhours | Edouard Taylor |

## Klasyfikacja medalowa
| Miejsce | Państwo              |   |   |   | Razem |
| ------- | -------------------- | - | - | - | ----- |
| 1.      | Cesarstwo Niemieckie | 2 | 1 | 1 | 4     |
| 2.      | Francja              | 1 | 2 | 1 | 4     |
| 3.      | Dania                | 1 | 0 | 1 | 2     |
| 4.      | Holandia             | 0 | 1 | 0 | 1     |
| 5.      | Królestwo Włoch      | 0 | 0 | 1 | 1     |